# Port Beaufort
Port Beaufort è una cittadina costiera sudafricana situata nella municipalità distrettuale di Eden nella provincia del Capo Occidentale.

## Geografia fisica
Il piccolo centro abitato sorge lungo le rive del fiume Breede a pochissima distanza dal suo estuario e dai centri abitati di Infanta e Witsand a circa 225 chilometri a est di Città del Capo.